# Episodi di The L Word: Generation Q (prima stagione)
La prima stagione della serie televisiva The L Word: Generation Q, composta da otto episodi, è stata trasmessa sul canale statunitense via cavo Showtime dall'8 dicembre 2019 al 26 gennaio 2020.
In Italia la stagione è andata in onda in prima visione assoluta sul canale satellitare Sky Atlantic dall'11 maggio al 1º giugno 2020.
| nº | Titolo originale   | Titolo italiano       | Prima TV USA     | Prima TV Italia |
| -- | ------------------ | --------------------- | ---------------- | --------------- |
| 1  | Let's Do It Again  | Proviamoci ancora     | 8 dicembre 2019  | 11 maggio 2020  |
| 2  | Less Is More       | Grandi cambiamenti    | 15 dicembre 2019 | 11 maggio 2020  |
| 3  | Lost Love          | Amore perduto         | 22 dicembre 2019 | 18 maggio 2020  |
| 4  | LA Times           | Los Angeles Times     | 29 dicembre 2019 | 18 maggio 2020  |
| 5  | Labels             | Etichette             | 5 gennaio 2020   | 25 maggio 2020  |
| 6  | Loose Ends         | Questioni in sospeso  | 12 gennaio 2020  | 25 maggio 2020  |
| 7  | Lose It All        | Perdere tutto         | 19 gennaio 2020  | 1º giugno 2020  |
| 8  | Lapse in Judgement | Errore di valutazione | 26 gennaio 2020  | 1º giugno 2020  |

## Proviamoci ancora
- Titolo originale: Let's Do It Again
- Diretto da: Steph Green
- Scritto da: Marja-Lewis Ryan

## Grandi cambiamenti
- Titolo originale: Less Is More
- Diretto da: Allison Liddi-Brown
- Scritto da: Marja-Lewis Ryan